# Vijlslangen
Vijlslangen (Mehelya) zijn een geslacht van slangen uit de familie Lamprophiidae.

## Naam en indeling
De wetenschappelijke naam van de groep werd voor het eerst voorgesteld door Ernő Csíki in 1903. Er zijn vijf soorten, de slangen werden eerder aan andere geslachten toegekend, zoals Heterolepis, Simocephalus, Grobbenia, Siebenrockia en Gonionotophis. Veel soorten zijn met name onder hun verouderde geslachtsnaam Gonionotophis in de literatuur bekend.

## Verspreiding en habitat
Vijlslangen komen voor in delen van Afrika en leven in de landen Guinea, Sierra Leone, Ivoorkust, Ghana, Togo, Nigeria, Kameroen, Centraal-Afrikaanse Republiek, Congo-Kinshasa, Congo-Brazzaville, Oeganda, Angola, Gabon, Liberia, Guinee-Bissau en Senegal, twee soorten komen mogelijk ook voor in Benin.
De habitat bestaat uit vochtige tropische en subtropische laaglandbossen en zowel vochtige en droge savannen. Ook in door de mens aangepaste streken zoals stedelijke gebieden kunnen de dieren worden aangetroffen.

## Beschermingsstatus
Door de internationale natuurbeschermingsorganisatie IUCN is aan drie soorten een beschermingsstatus toegewezen. Twee soorten worden beschouwd als 'onzeker' (Data Deficient of DD) en een soort als 'veilig' (Least Concern of LC).

## Soorten
Het geslacht omvat de volgende soorten, met de auteur en het verspreidingsgebied.
| Naam                   | Auteur               | Verspreidingsgebied |
| ---------------------- | -------------------- | --- |
| Mehelya egbensis       | (Dunger, 1966)       | Nigeria |
| Mehelya gabouensis     | (Trape & Mané, 2005) | Senegal |
| Mehelya laurenti       | (de Witte, 1959)     | Congo-Kinshasa |
| Mehelya poensis        | (Smith, 1849)        | Guinea, Sierra Leone, Ivoorkust, Ghana, Togo, Nigeria, Kameroen, Centraal-Afrikaanse Republiek, Congo-Kinshasa, Congo-Brazzaville, Oeganda, Angola, Gabon, Liberia, mogelijk in Benin |
| Mehelya stenophthalmus | (Mocquard, 1887)     | Guinee-Bissau, Guinea, Ivoorkust, Ghana, Togo, Nigeria, Kameroen, Centraal-Afrikaanse Republiek, Congo-Kinshasa, Congo-Brazzaville, Oeganda, Gabon, mogelijk in Benin                 |